# Sasso Marconi
Sasso Marconi é uma comuna italiana da região da Emília-Romanha, província de Bolonha, com cerca de 13.781 habitantes. Estende-se por uma área de 96 km², tendo uma densidade populacional de 144 hab/km². Faz fronteira com Bologna, Casalecchio di Reno, Marzabotto, Monte San Pietro, Monzuno, Pianoro, Zola Predosa.

## Demografia
| Variação demográfica do município entre 1861 e 2011                               |
|                                                                                   |
| Fonte: Istituto Nazionale di Statistica (ISTAT) - Elaboração gráfica da Wikipedia |